# Freyung (Landshut)

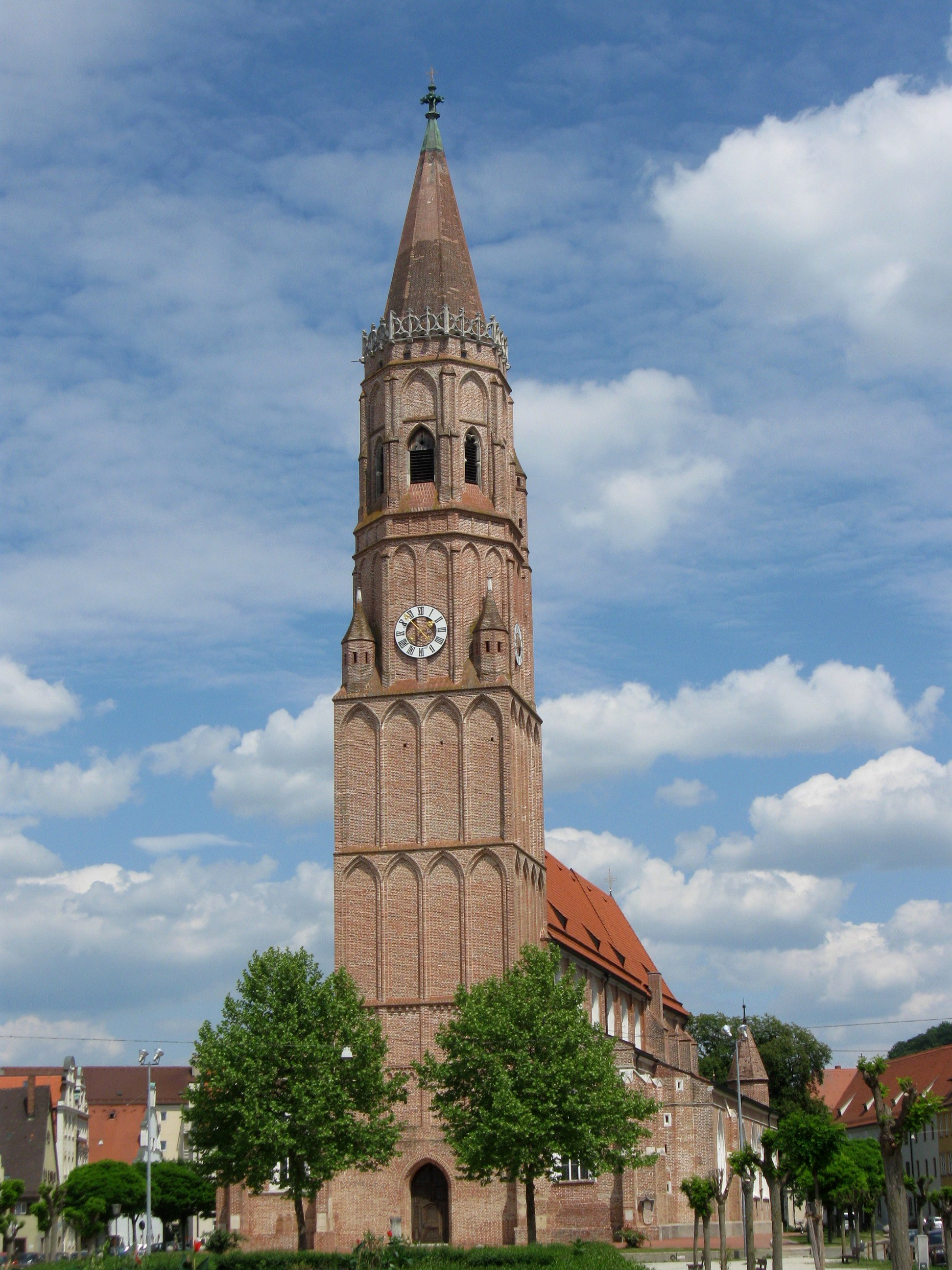
Die Freyung mit der Stadtpfarrkirche St. Jodok

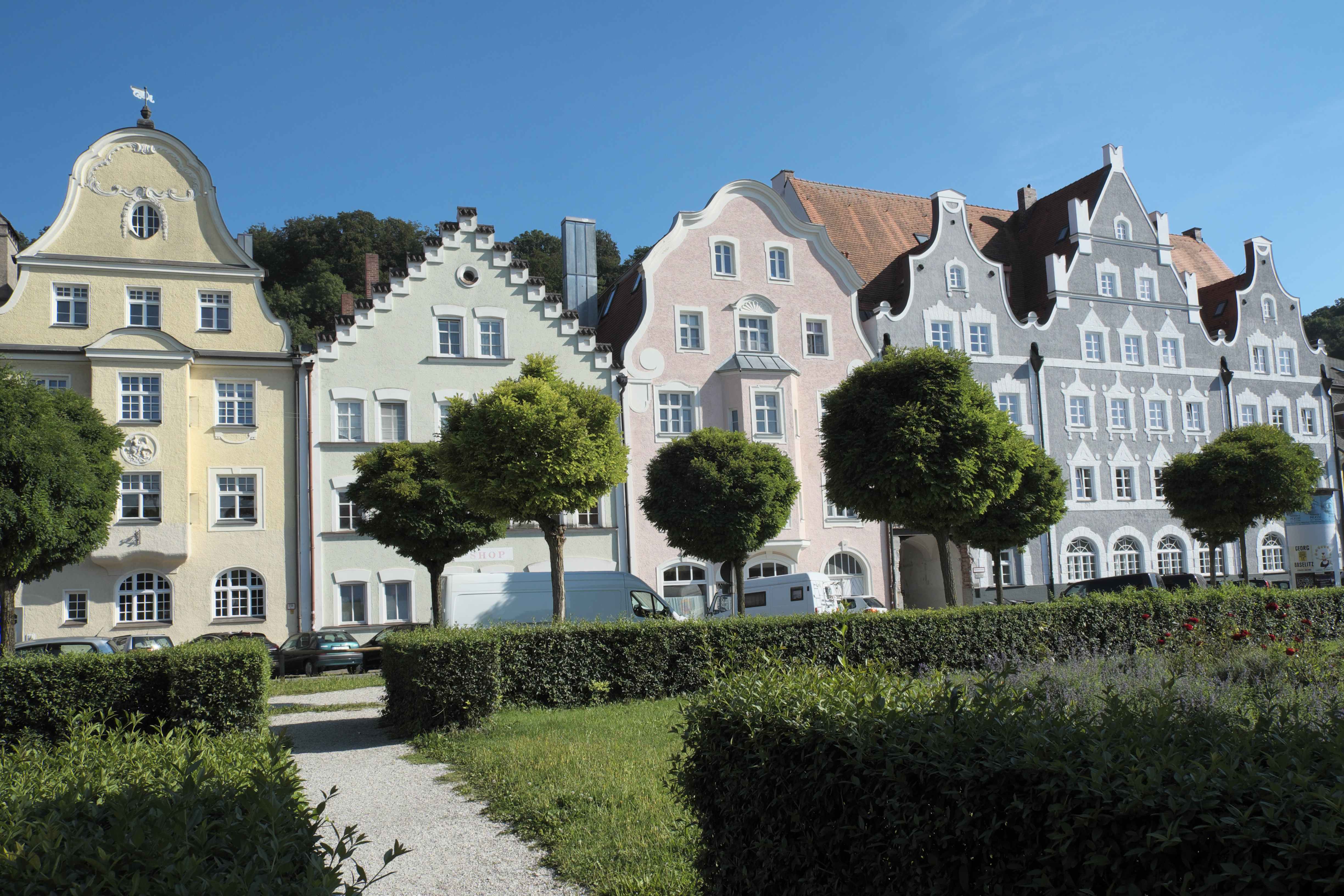
Freyung, rechts das Kolpinghaus

Die Freyung ist ein Platz in der Altstadt von Landshut. Beherrschendes Gebäude auf dem fast rechteckigen Platz ist die von Heinrich XIV. gestiftete Stadtpfarrkirche St. Jodok. 

## Geschichte
Heinrich XIV. ließ 1338 das neue Stadtviertel Freyung anlegen. Der Name besagte: Wer als Neubürger zuzog, musste für zehn Jahre keine Steuern zahlen. Dafür mussten die Neubürger das Sumpfgebiet trockenlegen und die Stadtmauer um das neue Stadtviertel erweitern.
Da der Herzog schon 1339 starb und weder seine Nachfolger noch die Bürgerschaft ein Bedürfnis zur Aufwertung der Freyung hatten, behielt sie ihren zwar großzügig angelegten, aber von der Bebauung her bescheiden ausgeführten Charakter. Die zentrale Anlage mit der Kirche wird von kugelig beschnittenen Akazienbäumen eingesäumt. Der Platz wird von schlichten, meist zweigeschossigen Kleinhandwerker-Häusern gesäumt. Nur das 1925 errichtete Kolpinghaus im Südwesten des Platzes hebt sich davon ab.
Ein Jahr nach Gründung wurde ein Jahrmarkt eingerichtet, auf dem Handwerker und Bauern ihre Waren anboten. Die heutige Bartlmädult ist ein Überbleibsel des mittelalterlichen Jahrmarkts.